# Stephen Glass
Pour les articles homonymes, voir Glass.
Stephen Randall Glass (né en 1972) était un journaliste américain travaillant pour le journal The New Republic (TNR), qui fut renvoyé pour avoir publié des articles d'après de fausses sources, de fausses notes et de faux contacts.
L'histoire de la chute de Stephen Glass est relatée dans le film Le Mystificateur (Shattered Glass) sorti en 2003.
Glass étudia à l'université de Pennsylvanie où il fut éditeur du Daily Pennsylvanian, le journal universitaire.
Là, son ascension vers le rôle d'éditeur exécutif fut amplement facilitée par une série d'exposés, qu'il écrivit sur l'union de la voix et le nouveau journalisme, partie qu'il rédigea en passant une nuit avec un sans-abri toxicomane près du campus de Penn's.
Il obtint plus tard un diplôme en droit de l'université de Georgetown.
Après l'obtention de son diplôme en Pennsylvanie, il se hissa rapidement dans le monde compétitif du journalisme politique, écrivant des articles pour le New Republic, alors qu'il n'avait que 25 ans. Cependant, il allait bientôt essuyer une chute rapide.

## Le scandale
Glass fut renvoyé du TNR en mai 1998, après que furent découvertes plusieurs fraudes journalistiques. L'histoire qui révéla au grand jour ces faits fut appelée « Hack Heaven », et concernait un prétendu jeune hacker de quinze ans qui aurait été engagé par une grande compagnie comme consultant en sécurité des informations, après avoir réussi à s'introduire dans leur système informatique et avoir dévoilé leur faiblesse.